# Anna Baluch
Anna Baluch z domu Oszust, primo voto Bień (ur. 3 czerwca 1973 w Kraśniku) – polska polityk i działaczka samorządowa, posłanka na Sejm X kadencji (od 2023).

## Życiorys
Z wykształcenia jest magistrem inżynierii środowiska. W 2000 ukończyła studia na Akademii Rolniczej w Lublinie. W 2020 została absolwentką studiów podyplomowych Executive MBA w Collegium Humanum. Pracowała w Kraśnickim Przedsiębiorstwie Wodociągów i Kanalizacji i jako kierowniczka salonu meblowego. Od 2016 kierowała kraśnickim biurem powiatowym Agencji Restrukturyzacji i Modernizacji Rolnictwa, a następnie pełniła funkcję zastępczyni dyrektora lubelskiego oddziału Krajowego Ośrodka Wsparcia Rolnictwa. Od 2021 zasiadała w radzie nadzorczej Zakładu Zagospodarowania Odpadów Komunalnych w Adamkach (obsługującego gminy powiatu radzyńskiego).
W wyborach samorządowych w 2010 i 2014 z listy Prawa i Sprawiedliwości uzyskiwała mandat radnej miejskiej Kraśnika. W 2018 została wybrana na radną Sejmiku Województwa Lubelskiego. W wyborach w 2023 kandydowała do Sejmu z okręgu lubelskiego, uzyskując 7686 głosów. W grudniu tegoż roku objęła mandat poselski zwolniony przez Artura Sobonia. W Sejmie X kadencji zasiadła w Komisji Infrastruktury oraz Komisji Odpowiedzialności Konstytucyjnej. W 2024 z ramienia PiS wystartowała w wyborach do Parlamentu Europejskiego z okręgu nr 8.
W 2023, za zasługi w działalności na rzecz samorządu terytorialnego w Polsce, została odznaczona Srebrnym Krzyżem Zasługi.
Dwukrotnie zamężna. Z pierwszym mężem się rozwiodła.

## Wyniki w wyborach ogólnopolskich
| Wybory | Komitet wyborczy                | Komitet wyborczy       | Organ           | Okręg        | Wynik        |
| ------ | ------------------------------- | ---------------------- | --------------- | ------------ | ------------ |
| 2023   |                                 | Prawo i Sprawiedliwość | Sejm X kadencji | nr 6         | 7686 (1,19%) |
| 2024   | Parlament Europejski X kadencji | Prawo i Sprawiedliwość | nr 8            | 7192 (1,16%) |              |